# Bill and Carroll
Bill & Carroll waren ein US-amerikanisches Rockabilly-Duo. Es bestand aus Bill Morgan und Carroll Hunt.
Ihre ersten Aufnahmen machten Bill und Caroll 1956 bei Eddie Shulers Label Goldband Records, unter anderem auch Versionen ihrer späteren Single Feel So Good. 1956 und 1957 wurden ihre ersten beiden Singles bei Goldband veröffentlicht, die im Country-Stil gehalten waren. Auf beiden Singles wurden sie von den Neches Valley Boys begleitet. Ein Jahr später, im November 1958, erschien bei Dixie Records die Rockabilly-Single Feel So Good / In My Heart unter dem Namen „Bill Carroll“. Entweder war es ein Fehler des Labels oder der Name war bewusst gewählt als eine Verschmelzung aus beider Vornamen  Morgan und Hunt. Bill und Carroll arbeiteten vornehmlich in Beaumont, Texas.

## Diskografie
| Jahr                    | Titel                                                                                         | Plattenfirma     |
| ----------------------- | --------------------------------------------------------------------------------------------- | ---------------- |
| 1956                    | Love Me Just A Little Bit / My Blue Letter                                                    | Goldband Records |
| 1957                    | Honest To Goodness Baby / Love Grown Cold                                                     | Goldband Records |
| 1958                    | Feel So Good / In My Heart                                                                    | Dixie Records    |
| Unveröffentlichte Titel |                                                                                               |                  |
| 1956                    | - Bluff City Rock - Boo Hoo - Feel So Good [alt. Version] - Hold Me Baby - Shadow on My Heart | Goldband Records |